# Марченко, Максим Алексеевич
Макси́м Алексе́евич Ма́рченко (род. 2 марта 1962) — советский легкоатлет, специалист по бегу на короткие дистанции. Выступал на всесоюзном уровне в 1980-х годах, чемпион СССР в эстафете 4 × 400 метров, победитель и призёр первенств всесоюзного значения. Представлял Москву, спортивное общество «Трудовые резервы» и Советскую Армию.

## Биография
Максим Марченко родился 2 марта 1962 года. Занимался лёгкой атлетикой в Москве, выступал за добровольное спортивное общество «Трудовые резервы» и Советскую Армию.
Первого серьёзно успеха на всесоюзном уровне добился в сезоне 1983 года, когда на чемпионате страны в рамках VIII летней Спартакиады народов СССР в Москве с московской командой выиграл серебряную медаль в зачёте эстафеты 4 × 400 метров.
В 1986 году на Мемориале братьев Знаменских в Ленинграде установил свой личный рекорд в беге на 400 метров — 46,49. На чемпионате СССР в Киеве завоевал бронзовую награду в эстафете 4 × 400 метров.
На чемпионате СССР 1987 года в Брянске в составе московской сборной вместе с Виталием Помазаном, Олегом Сингатуллиным и Александром Курочкиным одержал победу в программе эстафеты 4 × 400 метров.
В 1989 году на чемпионате СССР в Горьком стал серебряным призёром в эстафете 4 × 400 метров.